# Nettuno
Nettuno – miejscowość i gmina we Włoszech, w regionie Lacjum, w prowincji Rzym w środkowych Włoszech (60 km na południe od Rzymu). Jest nazwana na cześć rzymskiego boga Neptuna.
Według danych na rok 2004 gminę zamieszkiwały 36 082 osoby, 508,2 os./km².
Nettuno położone jest na brzegu Morza Tyrreńskiego, posiada piaszczystą plażę oraz port turystyczny, w którym cumuje około 860 łodzi. Jest centrum handlowym, sprzedającym sprzęt do wędkowania i żeglowania. Istnieje również duże centrum jachtingu.
W miejscowości znajduje się sanktuarium Maria Goretti.

## Współpraca
Miejscowość partnerska:
- Onex, Szwajcaria
- Ardee Irlandia

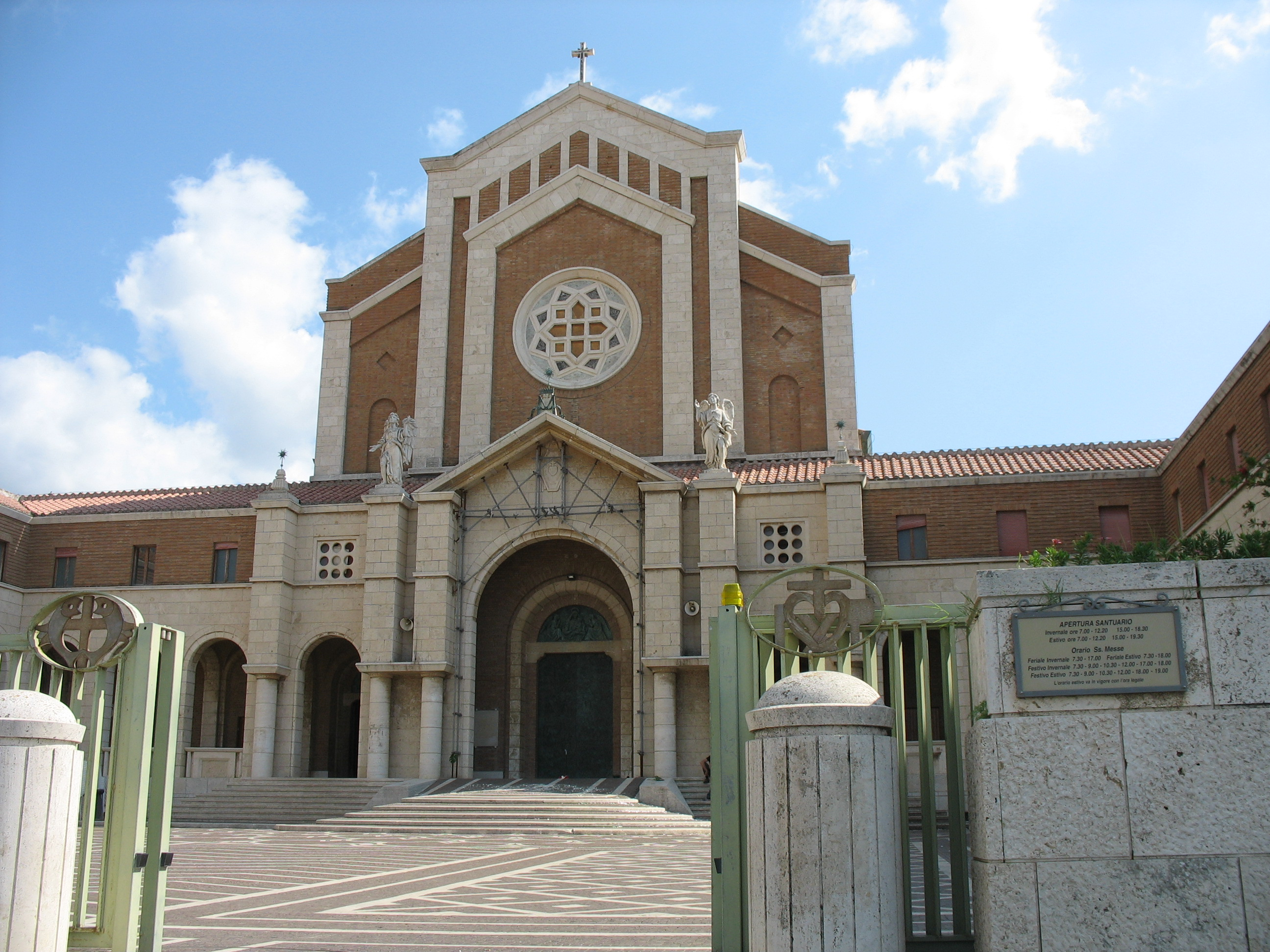
Sanktuarium Matki Bożej Łaskawej i św. Marii Goretti w Nettuno, 2008